# Chu Mu-yen
Chu Mu-yen (chinesisch 朱木炎, Pinyin Zhū Mùyán, * 14. März 1982) ist ein ehemaliger taiwanischer Taekwondoin. Im Fliegengewicht wurde er 2003 Weltmeister und 2004 Olympiasieger.
Seinen ersten internationalen Erfolg feierte Chu bei der Juniorenweltmeisterschaft 1998 in Istanbul, wo er in der Klasse bis 48 Kilogramm das Finale erreichte und Silber errang. Der Durchbruch im Erwachsenenbereich gelang ihm im Jahr 2001. In der Klasse bis 54 Kilogramm zog er bei der Weltmeisterschaft in Jeju-si ins Halbfinale ein und gewann die Bronzemedaille, im folgenden Jahr erreichte er bei den Asienspielen in Busan das Finale und erkämpfte Silber. Seit 2003 startet Chu schließlich in der olympischen Gewichtsklasse bis 58 Kilogramm. Bei der Weltmeisterschaft in Garmisch-Partenkirchen konnte er alle sieben Kämpfe gewinnen und den ersten und einzigen Weltmeistertitel seiner Karriere feiern. Sein sportlich größter Erfolg folgte aber noch 2004. Chu qualifizierte sich für die Olympischen Spiele in Athen, erreichte dort mit drei Siegen das Finale und wurde nach einem Erfolg gegen Óscar Salazar Olympiasieger.
Auch in den folgenden Jahren konnte Chu weitere internationale Erfolge erzielen. 2006 gewann er bei der Asienmeisterschaft in Bangkok und den Asienspielen in Doha jeweils Bronze, 2008 wurde er in Henan erstmals Asienmeister. Er nahm in Peking an seinen zweiten Olympischen Spielen teil. Dort verlor er das Viertelfinale gegen Yulis Mercedes, kämpfte sich aber über die Hoffnungsrunde ins kleine Finale und gewann nach einem Erfolg gegen Chutchawal Khawlaor mit Bronze seine zweite Olympiamedaille.
Chu hat nach den Spielen 2008 an keinen internationalen Wettkämpfen mehr teilgenommen. Er hat Ergotherapie an der University of Pittsburgh studiert.